# Commodores (album)
Commodores è il quinto ed eponimo album in studio del gruppo musicale statunitense Commodores, pubblicato nel 1977.

## Tracce
Lato A
1. Squeeze the Fruit
2. Funny Feelings
3. Heaven Knows
4. Zoom

Lato B
1. I Won't You Come Dance with Me
2. Brick House
3. Funky Situation
4. Patch It Up
5. Easy

## Formazione
- Lionel Richie – voce, sassofono, tastiera
- Thomas McClary – voce, chitarra
- Milan Williams – tastiera
- Ronald LaPread – basso
- William King – tromba
- Walter Orange – batteria, voce, percussioni